# باربرا دل بایس
باربرا دل بایس (به اسپانیایی: Barberà del Vallès) یک شهرستان در اسپانیا است که در استان بارسلون واقع شده‌است.

## خصوصیات
باربرا دل بایس ۸٫۳ کیلومترمربع مساحت و ۲۹٬۲۰۸ نفر جمعیت دارد و ۱۴۶ متر بالاتر از سطح دریا واقع شده‌است.